# Gilgit Mountain
Gilgit Mountain är ett berg i Kanada.   Det ligger på gränsen mellan Alberta och British Columbia, i den västra delen av landet, 3 100 km väster om huvudstaden Ottawa. Toppen på Gilgit Mountain är 3 122 meter över havet.
Terrängen runt Gilgit Mountain är huvudsakligen bergig, men den allra närmaste omgivningen är kuperad. Trakten runt Gilgit Mountain är nära nog obefolkad, med mindre än två invånare per kvadratkilometer.. Det finns inga samhällen i närheten. 
Trakten runt Gilgit Mountain är permanent täckt av is och snö.